# رقص قلبهای مهربان
رقص قلبهای مهربان (به انگلیسی: Sweet Hearts Dance) فیلمی محصول سال ۱۹۸۸ و به کارگردانی رابرت گرینوالد است. در این فیلم بازیگرانی همچون دان جانسون، سوزان ساراندون، جف دانیلز، الیزابت پرکینز، کیت رید، جاستین هنری و هالی ماری کمبس ایفای نقش کرده‌اند.